# Ковалевський Анатолій Олександрович
Ковалевський Анатолій Олександрович (нар. 29 червня 1990, Київ) — український біатлоніст, лижник. Майстер спорту України міжнародного класу.

## Біографія
Анатолій Ковалевський народився 29 червня 1990 року у Києві. Має вроджені вади зору. Навчався у спеціалізованій школі. Після закінчення школи продовжував займатися спортом. В 2010 роцу увійшов до основного складу паралімпійської збірної.

## Спортивна кар'єра
- 2011 — «золото» у біатлоні-спринт і «бронзу» у біатлоні-довга дистанція на Чемпіонаті світу у м. Ханти-Мансійську (Росія);
- 2012 — дві «бронзи» у біатлоні та естафеті за результатами участі у Кубках світу;
- 2013 — два «срібла» в біатлоні на короткій дистанції 7,5 км[2] та естафеті (відкритий клас) і «бронзу» в біатлоні (середня дистанція) на Чемпіонаті світу МПК у м. Солефті березня (Швеція). Також він став бронзовим призером фіналу Кубку світу 2013 року;
- 2014 — два «срібла» та три «бронзи» за результатами участі у Кубках світу.

### Олімпійські нагороди

#### 2014
- Біатлон  — 15 км з порушенням зору[3]